# C'est formidable d'être jeune
 C'est formidable d'être jeune (Now and Forever) est un film britannique réalisé par Mario Zampi, sorti en 1956.

## Synopsis
Une jeune fille de la haute société tombe amoureuse d'un mécanicien, et ils s'enfuient ensemble à Gretna Green, un village du Sud de l'Écosse où il est possible pour les couples mineurs de se marier sans autorisation de leurs parents.

## Fiche technique
- Titre original : Now and Forever
- Réalisation : Mario Zampi
- Scénario : R.F. Delderfield (en), Michael Pertwee d'après la pièce The Orchard Walls (en) de R.F. Delderfield[2]
- Photographie : Erwin Hillier
- Montage : Richard Best
- Musique : Stanley Black
- Production : Mario Zampi Productions (Anglofilm)
- Distributeur : Associated British-Pathé (UK)
- Durée : 90 minutes
- Date de sortie : 21 février 1956

## Distribution
- Janette Scott : Janette Grant
- Vernon Gray : Mike Pritchard
- Kay Walsh : Miss Muir
- Jack Warner : Mr. J. Pritchard
- Pamela Brown : Mrs. Grant
- Charles Victor : Farmer Gilbert
- Marjorie Rhodes : Aggie, la femme du fermier
- Ronald Squire : le domestique
- Wilfrid Lawson : Gossage
- Sonia Dresdel : Miss Fox
- David Kossoff : le prêteur
- Moultrie Kelsall : docteur
- Guy Middleton : Hector
- Michael Pertwee : le reporter
- Henry Hewitt : le bijoutier
- Bryan Forbes : Frisby
- Jean Patterson : Rachel
- Harold Goodwin : le chauffeur de camion
- Brian Wilde : le policier
- Thora Hird : la domestique
- Hattie Jacques : la femme dans la voiture
- George Woodbridge : Charlie (non crédité)